# Euthystachys
Euthystachys é um género botânico pertencente à família Stilbaceae.

## Espécie
Euthystachys abbreviata

## Nome e referências
Euthystachys A.DC.